# باتوهان کارادنیز
باتوهان کارادنیز (انگلیسی: Batuhan Karadeniz؛ زادهٔ ۲۴ آوریل ۱۹۹۱) بازیکن فوتبال اهل ترکیه است.
از باشگاه‌هایی که در آن بازی کرده‌است می‌توان به باشگاه فوتبال الازیغ‌اسپور، باشگاه فوتبال ترابزون‌اسپور، باشگاه فوتبال سیواس‌اسپور، باشگاه فوتبال بشیکتاش، باشگاه فوتبال سنت گالن، و باشگاه فوتبال اسکی‌شهراسپور اشاره کرد.
وی همچنین در تیم‌های ملی فوتبال جوانان ترکیه، جوانان ترکیه، زیر ۱۷ سال ترکیه، زیر ۲۱ سال ترکیه، و ترکیه بازی کرده‌است.